# Bedchem-Kirche

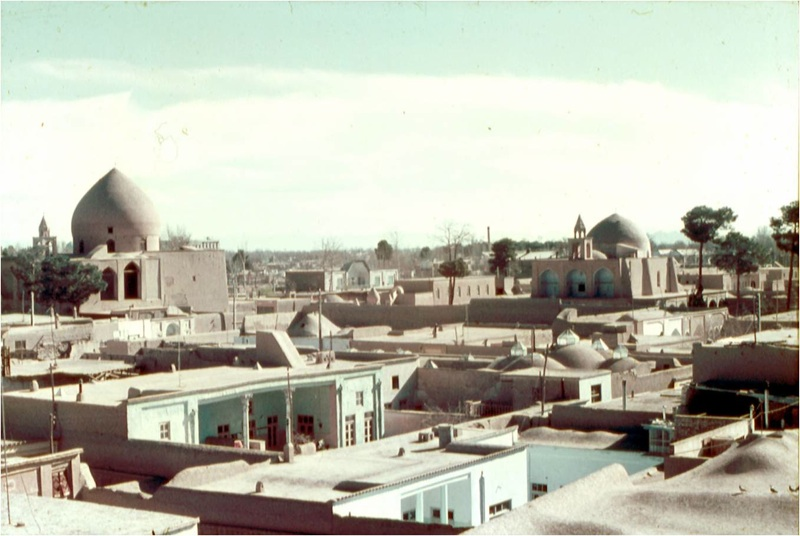
Bedchem-Kirche (links im Bild, 1972)

Die Bedchem-Kirche oder Bethlehem-Kirche (auch: Bedghehem-Kirche, Beyt-Lahm-Kirche) ist eine armenisch-apostolische Kirche im Dschulfa-Viertel der iranischen Stadt Isfahan. Sie ist eine der wichtigsten historischen Kirchen der Stadt und gehört der Ära Abbas’ I. zugeordnet. Die Kirche befindet sich in der Nähe der Sankt-Marien-Kirche. Die Bedchem-Kirche wurde im Auftrag eines armenischen Kaufmanns namens Chadsche Petros erbaut. Es gibt Malereien und Dekorationen an ihren Wänden, die das Leben von Jesus Christus darstellen. 72 von armenischen Künstlern geschaffene Malereien wurden in zwei Reihen angebracht.
Bemerkenswert sind sowohl die Architektur sowie die vergoldeten Dekorationen der Kuppel. Die Kirche beinhaltet armenische Inschriften, die aus den Jahren 1627 und 1711 datieren. Sie gedenken Persönlichkeiten, die sich durch karitative Werke für die Kirche hervortaten.
Auf dem südlichen Portal befindet sich folgende Inschrift:
Betet für Chadsche Petros, wer ein guter Mann war, vor Gott. Er baute die Kirche auf seine eigene Rechnung für die Unsterblichkeit seines Namens und des Namens seines Vaters (Wali Dschan) und des Namens seiner Mutter (Schuschan) und des Namens seiner Familie im Jahre 1077 (im armenischen Kalender, der im gregorianischen Kalender gleich 1627 ist).
Die Kirche besteht aus drei Teilen:
- den Eingang mit einem Balkon
- die Kapelle, über der sich die Kuppel befindet.
- die Apsis

Die Kirche hat einen rechteckigen Zuschnitt. Ihre Wände sind 31 m lang und 14 m hoch. Die Kuppel reicht 26 m hoch. Gegenüber der Kirche liegt ein Hof mit zwei Eingängen.